# Jack Jones
John Allan Jones, noto come Jack Jones (Los Angeles, 14 gennaio 1938 – Rancho Mirage, 23 ottobre 2024), è stato un cantante e attore statunitense.

## Biografia

### Carriera musicale
Figlio di Allan Jones e Irene Hervey, da ragazzo lavorò col padre e registrò il primo album nel 1959 per la Capitol Records. Dopo essersi esibito a San Francisco, venne a contatto con il produttore Pete King, che lo ingaggiò nella sua Kapp Records. Nel 1961 registrò il brano Lollipops and Rose, che ottenne un ottimo successo, seguita poi da Wives and Lovers, scritta da Burt Bacharach e Hal David.
Negli anni con la Kapp registrò e pubblicò una ventina di album, spaziando tra diversi generi, come il pop, il rock and roll ma anche country (canta The Race Is On di George Jones) e collaborando con Billy May, Nelson Riddle, Marty Paich, Jack Elliott e decine di altri artisti e produttori.
Dopo essersi spostato dalla Kapp alla RCA Records (1967), pubblicò l'album Without Her. Negli anni seguenti lavorò ancora in studio con Randy Newman, Harry Nilsson, Carole King, Richard Carpenter, Paul Williams e altri. Pubblicò nei primi anni '70 dei dischi tributo a Michel Legrand e ai Bread. Il suo album The Full Life (1977) fu prodotto da Bruce Johnston dei Beach Boys, band con cui registrò God Only Knows e Disney Girls. 
Nel 1979 passò alla MGM Records, registrando tra l'altro il tema della serie TV Love Boat.
Continuò a lavorare in studio con meno frequenza negli anni '80, preferendo l'attività live. Nel 1982 pubblicò un album di cover, mentre nel 1987 fu la volta di I Am a Singer.
Nel 1999 pubblicò un disco tributo a Tony Bennett.

### Cinema e televisione
Fece la sua prima apparizione da attore nel 1956, quando recitò nell'episodio pilota della serie Hey, Jeannie!. Debuttò nel cinema nel 1959 in Juke Box Rhytm. Prese parte a diverse produzioni televisive negli anni '60 e '70, tra cui The Dean Martin Show, What's My Line?, Toast of the Town, The Hollywood Squares. Nel 1978 recitò in Chi vive in quella casa?, mentre nel 1982 ne L'aereo più pazzo del mondo... sempre più pazzo.
Nel 2013 interpretò uno dei musicisti del quartetto jazz nel film American Hustle - L'apparenza inganna.

### Morte
Jack Jones morì a Rancho Mirage il 23 ottobre 2024, ottantaseienne, a causa di una leucemia diagnosticatagli due anni prima.

## Discografia

### Album
- This Love of Mine (1959, Capitol)
- Shall We Dance? (1961, Kapp)
- This Was My Love (1961, Kapp)
- I've Got a Lot of Livin' To Do (1961, Kapp)
- Gift of Love (1962, Kapp)
- Call Me Irresponsible (1963, Kapp)
- She Loves Me (1963, Kapp)
- Wives and Lovers (1963, Kapp)
- Bewitched (1964, Kapp)
- Where Love Has Gone (1964, Kapp)
- The Jack Jones Christmas Album (1964, Kapp)
- In Love (1964, Capitol)
- Dear Heart (1965, Kapp)
- My Kind of Town (1965, Kapp)
- There's Love & There's Love & There's Love (1965, Kapp)
- For the 'In' Crowd (1966, Kapp)
- The Impossible Dream (1966, Kapp)
- Jack Jones Sings (1966, Kapp)
- Lady (1967, Kapp)
- Our Song (1967, Kapp)
- What the World Needs Now is Love! (1968, Kapp)
- Curtain Time (1968, Kapp)
- Jack Jones in Hollywood (1968, Kapp)
- Jack Jones' Greatest Hits (1968, Kapp)
- Without Her (1968, RCA)
- If You Ever Leave Me (1968, RCA)

- Where is Love? (1968, RCA)
- The Bliss of Mrs. Blossom [Soundtrack] (1968, RCA)
- L.A. Break Down (1969, RCA)
- A Jack Jones Christmas (1969, RCA)
- A Time for Us (1970, RCA)
- In Person at The Sands (1970, RCA)
- Jack Jones Sings Michel Legrand (1971, RCA)
- A Song for You (1972, RCA)
- Bread Winners (1972, RCA)
- Together (1973, RCA)
- Harbour (1974, RCA)
- Write Me a Love Song, Charlie (1974, RCA)
- What I Did for Love (1975, RCA)
- The Full Life (1977, RCA)
- With One More Look at You (1977, RCA)
- Nobody Does It Better (1979, MGM)
- Don't Stop Now (1980, MGM)
- Jack Jones (1982, Applause)
- I Am a Singer (1987, USA Music Group)
- The Gershwin Album (1992, Sony)
- Live at the London Palladium (1995, Emporio)
- New Jack Swing (1997, Honest)
- Paints a Tribute to Tony Bennett (1998, Honest)
- This Could Be The Start of Something Big (197?, Sears)
- Love Makes The Changes (2010, Aspen Records)
- Love Ballad (2011, Aspen Records)